# Bo Hopkins
Bo Hopkins   (Greenville, 2 de febrer de 1938 - Van Nuys, 28 de maig de 2022) va ser un actor estatunidenc. Va ser conegut per interpretar importants papers secundaris en diverses pel·lícules entre 1969 i 1979, i va aparèixer en molts altres programes de televisió i pel·lícules de TV.

## Carrera
Hopkins va aparèixer en més de 100 papers de cinema i televisió en una carrera de més de 40 anys, incloses les pel·lícules Grup salvatge (1969), The Bridge at Remagen (1969), La fugida (1972), American Graffiti (1973)., L'home que va estimar Cat Dancing (1973), Els aristòcrates del crim (1975), Els justiciers de l'Oest (1975), A Small Town in Texas (1976), L'Exprés de Mitjanit (1978) i More American Graffiti (1979).
Després dels primers papers de Hopkins en pel·lícules a principis dels anys setanta, va aparèixer a White Lightning (1973). Hopkins va interpretar Roy Boone. Jerry Reed i Hopkins van interpretar els germans Joe Hawkins i Tom Hawkins a la pel·lícula de 1985 What Comes Around.
Hopkins va protagonitzar o coprotagonitzar diverses pel·lícules fetes per a televisió de mitjans dels anys setanta, com Gondola (1973), Judgment: The Court Martial of Lieutenant William Calley (1975), The Runaway Barge (1975), The Kansas City Massacre (1975), The Invasion of Johnson County (1976), Dawn: Portrait of a Teenage Runaway (1976), Woman on the Run (1977), Thaddeus Rose and Eddie (1978), Crisis in Sun Valley (1978), i The Busters (1978).
Quan Gretchen Corbett va deixar la sèrie de televisió The Rockford Files el 1978, Hopkins va substituir el seu personatge com a advocat de Rockford, John Cooper, i finalment va aparèixer en tres episodis. El 1981, Hopkins va aparèixer a la primera temporada del drama de màxima audiència Dynasty com Matthew Blaisdel. Les seves moltes altres aparicions a la televisió inclouen a les minisèries Aspen (1977) i Beggarman, Thief (1979), i en episodis de Gunsmoke, Bonanza, The Virginian, Nichols, The Rat Patrol (en substitució de Justin Tarr com a conductor del jeep durant tres episodis). The Mod Squad, Hawaii Five-O, Paul Sand a Friends and Lovers, The Rookies, Els Àngels de Charlie, Fantasy Island, The A-Team, Scarecrow i Mrs. King, The Fall Guy, Crazy Like a Fox, S'ha escrit un crim i Doc Elliot. Hopkins va interpretar un paper al videojoc Nuclear Strike. Interpreta el coronel LeMonde, un mercenari que roba una arma nuclear. L'equip "Strike" el segueix pel sud-est asiàtic.

## Vida personal
William Hopkins va néixer a Greenville, Carolina del Sud. Amb nou mesos, va ser adoptat per una parella que no podia concebre. En créixer, es deia "Billy". El seu pare adoptiu treballava en un molí a Taylors, Carolina del Sud. Quan el seu pare tenia 39 anys, va morir d'un atac al cor en el porxo de la casa de la família. Billy i la seva mare van presenciar la seva mort. Incapaços de romandre a la casa, un mes després els dos es van traslladar a una nova residència en la pròxima Ware Shoals, on el seu avi i oncles treballaven en un altre molí. La seva mare finalment va tornar a casar-se amb un home el cognom del qual era Davis. Hopkins no va estar d'acord amb el seu nou padrastre; els dos van entrar en nombrosos conflictes, alguns seriosos. Després de fugir de casa algunes vegades, va ser enviat a viure amb els seus avis i allà es va assabentar que havia estat adoptat perquè la seva mare adoptiva no podia tenir fills. Als 12 anys, va conèixer a la seva mare biològica que vivia amb els seus companys i un germà petit a Lockhart, una altra petita ciutat de Carolina del Sud.
Billy va portar una vida problemàtica com a jove, amb nombrosos casos d'absentisme, delictes menors i una estada en un reformatori. Va abandonar l'escola just abans de complir 17 anys i es va unir a l'Exèrcit dels Estats Units, on va ser assignat a la Divisió Aerotransportada. Tenia la seva seu a Fort Jackson, Fort Gordon i Fort Pope, abans de ser enviat a Corea, on va servir durant nou mesos. Després del seu servei militar, William "Billy" Hopkins va començar a sortir amb Norma Woodle, amb qui es va casar als 21 anys, i van tenir una filla el juliol de 1960.
Hopkins es va interessar a continuar una carrera com a actor, encara que la seva esposa no ho va aprovar i aviat el va abandonar, emportant-se la seva filla amb ella. Després d'aparèixer en algunes obres de teatre, va rebre una beca per a estudiar actuació i producció escènica en el Pioneer Playhouse a Kentucky, on aviat es va traslladar. Mentre era allí, va començar a sortir amb una noia que una vegada va ser Miss Mississipi. Des de Kentucky, va anar a Nova York per a actuar en més obres de teatre. Després de Nova York, es va traslladar a Hollywood amb el promès de la seva cosina, que volia ser un doble. A Hollywood, treballava en un garatge mentre estudiava en l'Estudi d'Actors, on un dels seus companys de classe era el futur Martin Landau guanyador dels Herois.
Explicant en una entrevista de la revista 2012 com va aconseguir el seu primer nom "Bo", va dir: 
| «                                                                                          | William Hopkins és el meu nom real. Billy quan era gran. Quan vaig anar a Nova York, per "Bus Stop (William Inge play)" que va ser la meva primera obra fora de Broadway, el personatge que vaig interpretar es deia "Bo". Els productors volien que em canviés el nom, i com que volia mantenir el meu cognom, vam acordar canviar el primer. Així és com es va convertir en "Bo." | » |
| — Bo Hopkins, Shock Cinema, "An Interview with Actor Bo Hopkins", número 42, juny de 2012. | |   |

Hopkins es va casar amb Sian Eleanor Green des de 1989 fins a la seva mort; van tenir un fill el 1995. Després de sis anys d'inactivitat professional, Hopkins va tornar a actuar, llegint guions, i estava escrivint la seva autobiografia.

## Mort
Hopkins va morir el 28 de maig de 2022, després de patir un atac cardíac dinou dies abans. Tenia 84 anys.